# 23 August (okręg Caraș-Severin)
23 August – wieś w Rumunii, w okręgu Caraș-Severin, w gminie Zăvoi. W 2011 roku liczyła 664 mieszkańców. 